# Campeonato de Azerbaiyán de ajedrez

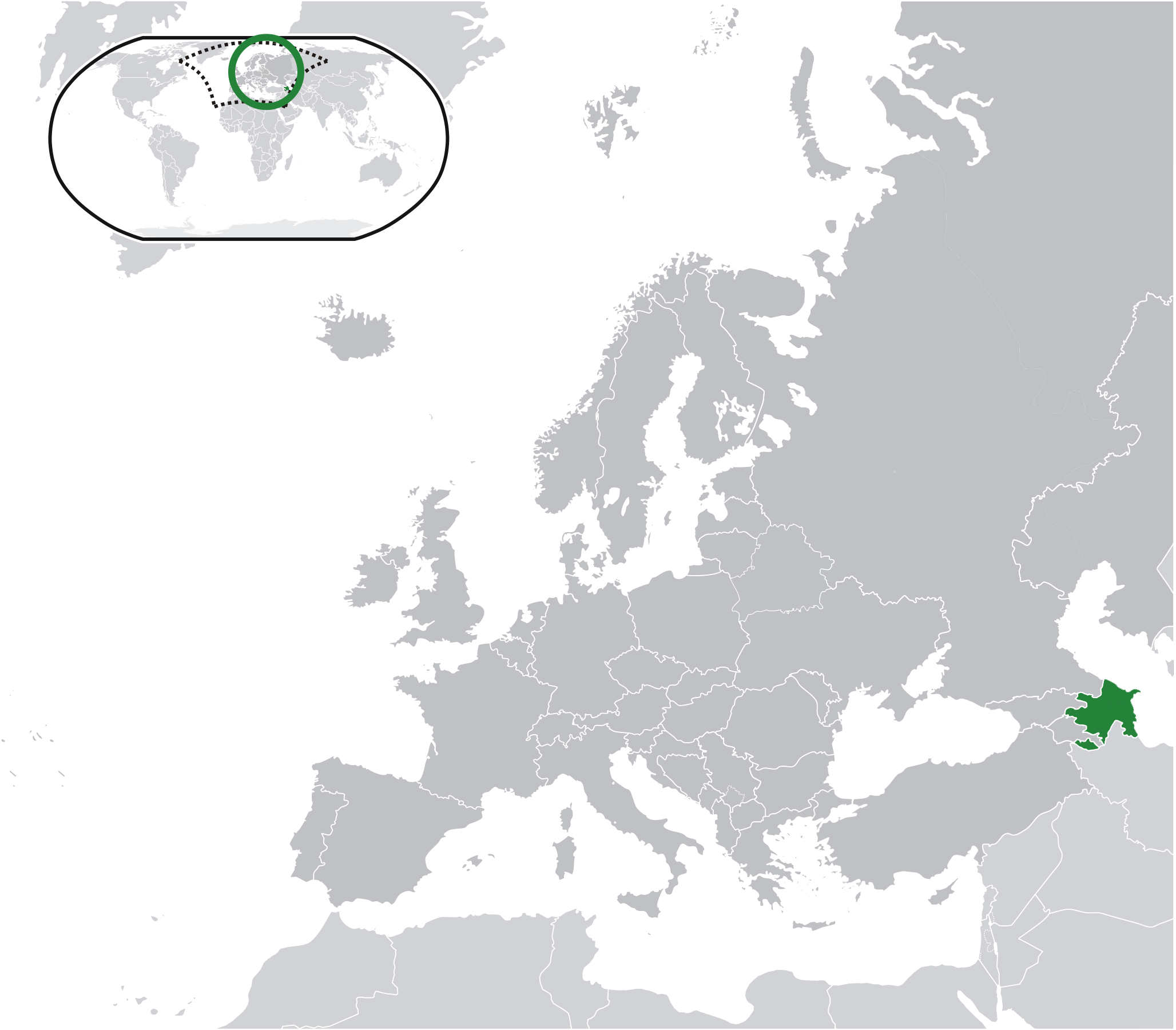
Azerbaiyán

El Campeonato de Azerbaiyán de ajedrez es la competición de ajedrez que sirve para determinar el campeón nacional de Azerbaiyán de este deporte. El campeonato se celebra habitualmente en Bakú. El primer campeonato se celebró en 1934, cuando Azerbaiyán formaba parte de la República Federal Socialista Soviética de Transcaucasia. Los campeonatos se siguieron celebrando sin continuidad durante la época de la República Socialista Soviética de Azerbaiyán hasta el 1945, en que se establecieron con periodicidad anual, y han continuado hasta el día de hoy en Azerbaiyán independiente.

## Tabla del Campeonato de Azerbaiyán individual absoluto
| Edición | Año  | Sede       | Campeón               |
| ------- | ---- | ---------- | --------------------- |
| I       | 1992 | Bakú       | Raouf Gadjily         |
| II      | 1993 | Bakú       | Rahim Gasimov         |
| III     | 1994 | Bakú       | Raouf Gadjily         |
| IV      | 1995 | Bakú       | Vugar Gashimov        |
| V       | 1996 | Bakú       | Vugar Gashimov        |
| VI      | 1997 | Bakú       | Aidyn Guseinov        |
| VII     | 1998 | Bakú       | Vugar Gashimov        |
| VIII    | 1999 | Bakú       | Rufat Bagirov         |
| IX      | 2000 | Bakú       | Azer Mirzoev          |
| X       | 2001 | Bakú       | Shakhriyar Mamedyarov |
| XI      | 2002 | Bakú       | Shakhriyar Mamedyarov |
| XII     | 2003 | Bakú       | Rauf Mamedov          |
| XIII    | 2004 | Bakú       | Rauf Mamedov          |
| XIV     | 2006 | Bakú       | Rauf Mamedov          |
| XV      | 2007 | Bakú       | Elmir Guseinov[1]     |
| XVI     | 2008 | Bakú       | Rauf Mamedov          |
| XVII    | 2009 | Bakú       | Rashad Babaev         |
| XVIII   | 2010 | Bakú       | Eltaj Safarli         |
| XIX     | 2011 | Bakú       | Nidjat Mamedov[2][3]  |
| XX      | 2012 | Bakú       | Vugar Rasulov         |
| XXI     | 2013 | Bakú       | Zaur Mammadov         |
| XXII    | 2014 | Bakú       | Ulvi Bajarani         |
| XXIII   | 2015 | Bakú       | Rauf Mamedov          |
| XXIV    | 2016 | Bakú       | Eltaj Safarli         |
| XXV     | 2017 | Bakú       | Nijat Abasov          |
| XXVI    | 2018 | Bakú       | Abdula Gadimbayli     |
| XXVII   | 2019 | Bakú       | Mahammad Muradli      |
| XXVIII  | 2021 | Nakhchivan | Vasif Durarbayli      |
| XXIX    | 2022 | Nakhchivan | Mahammad Muradli      |
| XXX     | 2023 | Bakú       | Vasif Durarbayli      |
| XXXI    | 2024 | Bakú       | Aydin Suleymanli      |

## Tabla del Campeonato de Azerbaiyán individual femenino
| Edición | Año  | Sede       | Campeona              |
| ------- | ---- | ---------- | --------------------- |
| I       | 2001 | Bakú       | Zeinab Mamedyarova    |
| II      | 2002 | Bakú       | Firuza Velikhanli     |
| III     | 2003 | Bakú       | Turkan Mamedyarova    |
| IV      | 2004 | Bakú       | Afag Khudaverdiyeva   |
| V       | 2006 | Bakú       | Khayala Isgandarova   |
| VI      | 2007 | Bakú       | Zeinab Mamedyarova    |
| VII     | 2008 | Bakú       | Zeinab Mamedyarova[4] |
| VIII    | 2009 | Bakú       | Narmin Kazimova       |
| IX      | 2010 | Bakú       | Turkan Namedyarova    |
| X       | 2011 | Bakú       | Turkan Mamedyarova[5] |
| XI      | 2012 | Bakú       | Turkan Namedyarova    |
| XII     | 2013 | Bakú       | Khayala Abdulla       |
| XIII    | 2014 | Bakú       | Aytan Amrayeva        |
| XIV     | 2015 | Bakú       | Zeinab Mamedyarova    |
| XV      | 2016 | Bakú       | Narmin Kazimova       |
| XVI     | 2017 | Bakú       | Gunay Mammadzada      |
| XVII    | 2018 | Bakú       | Khanim Balajayeva     |
| XVIII   | 2019 | Bakú       | Gunay Mammadzada      |
| XIX     | 2020 | Bakú       | Khanim Balajayeva     |
| XX      | 2021 | Nakhchivan | Gulnar Mammadova      |
| XXI     | 2022 | Bakú       | Govhar Beydullayeva   |
| XXII    | 2023 | Bakú       | Govhar Beydullayeva   |
| XXIII   | 2024 | Bakú       | Ayan Allahverdiyeva   |